# Grajski hrib Quedlinburg
Grajski hrib Quedlinburg (nemško Schlossberg) je vzpetina severnega predela Harza. Je v Quedlinburgu v okrožju Harz, nemške dežele Saška - Anhalt in je lokacija samostana Quedlinburg.

## Geografija
Grajski hrib se dviga v naravnem parku Harz / Saška - Anhalt - jugozahodno od starega mestnega jedra Quedlinburga. Na jug in vzhod se spušča do razvodja rek Bode in Mühlengraben. Na zahodu se stika z Münzenbergom in na drugi strani z Strohbergom (182,6 m). Na vzhodu leži Ochsenkopf.

## Geologija
Sestavljen iz peščenjaka pripada grebenu sedla Quedlinburg. Je del stratigrafske krajine glavne prostorske skupine severnega predela Harza in se deli na Blankenburger in Halberstädter Mulde.
Med dvigom variscanskega fragmenta, ki tvori Harz, so se sedimentne plasti v predelu Harza dvignile toliko, da so se zlomile. Tako imajo spodnjekredne plasti peščenjaka grajskega hriba Quedlinburg naklon okoli 27 stopinj v smeri jug-jugozahod. Talne plasti peščenjaka so včasih zelo različne. Grobo zrnati, bolj trdno vezani sloji se izmenjujejo z drobno zrnatimi, precej meljastimi plastmi. Te plasti se prekrivajo s tistimi, ki so zelo trdno vezane z vgradnjo železovih in manganovih oksidov.
Zelo fino zrnat sloj je še posebej občutljiv na vdor vode. Ko je mokra, ta plast začne teči. Na jugozahodnem vznožju gore je ta plast zelo jasno vidna v tako imenovanih klifih. Tam so v zadnjih desetletjih na tej tekoči plasti zdrsnile velike plasti bolj trdno vezanega peščenjaka.
Zato so bili v zadnjih letih sprejeti obsežni varnostni ukrepi na podpornih zidovih. Ti so s sidri globoko vpeti v peščenjak. Tako bi se za zdaj lahko preprečilo nadaljnje plazenje. Za osnovno varnost so potrebni obsežni gradbeni ukrepi.

## Stavbe

### Samostan Quedlinburg
Na geološko nestabilnem terenu grajskega hriba je bil leta 936 ustanovljen samostan po posredovanju Matilde, vdove v istem letu umrlega vzhodno-frankovsko-nemškega kralja Henrika I., njene sina Otona I. Quedlinburg. V njem je romanska  samostanska cerkev svetega Servacija, ki je bila zgrajena predvsem med letoma 1070 in 1129.

### Druge spomeniško zaščitene stavbe
Na pobočju in vznožju grajskega hriba je več spomeniško zaščitenih pollesenih hiš iz različnih obdobij od 16. stoletja dalje, ki so tudi na seznamu Unescove svetovne dediščine. To so stavbe na naslovu Schloßberg št. 4, 5, 6, 7, 35, 36, 37, 38 in 39. 